# Ly tao
Ly tao (chữ Hán: 離騷) là một bài thơ nổi tiếng trong lịch sử Trung Quốc thuộc thể loại phú do chính trị gia, thi nhân nước Sở là Khuất Nguyên sáng tác vào thế kỷ 3 TCN, thời Chiến Quốc. Là thiên "trường ca" đầu tiên trong lịch sử văn học Trung Quốc, với tổng cộng 2.477 chữ, chia thành 373 câu, "Ly tao" được đánh giá là bài thơ nổi tiếng và xuất sắc nhất trong tuyển tập thi ca Sở từ. Sự đặc sắc của bài thơ trường thiên này là lời bi thảm triền miên, thường dùng lối tượng trưng, lối nhân cách hóa và dẫn rất nhiều điển cố thần thoại Trung Hoa.
Trong tác phẩm này, tác giả Khuất Nguyên tự thuật về thân thế, tài hoa cùng chí hướng của bản thân, chỉ trích những kẻ mà ông gọi là tiểu nhân, thể hiện tâm trạng bi phẫn vì bị quân vương xa lánh, nhưng cũng đồng thời khẳng định rằng ông thà cố chấp chọn cái tốt, thà chết chứ quyết không thông đồng với kẻ gian. Tác phẩm cũng chứa nhiều yếu tố huyền bí. Khuất Nguyên đề cập đến việc ông đã nói chuyện cùng thần linh, hỏi chuyện các đồng cốt vì ông do dự không thể quyết định giữa lựa chọn "ra đi" hay "ở lại". Ông tưởng tượng rằng mình đã lên thiên giới, điều khiển "xe phi long" bằng ngọc, chu du tứ phương, nhưng khi tới thiên môn thì không thể đi tiếp, còn lời cầu hôn của ông cũng bị thần nữ cự tuyệt. Cuối cùng, ông cũng vì không đành lòng rời khỏi cố hương mà quyết định ở lại.
Ly tao có sức hút lớn với những thế hệ văn nhân đời sau. Chủ đề và phong cách của nó được các tác gia từ phú bắt chước và phát triển thành thể loại sĩ bất ngộ vào đời nhà Hán. "Ly tao" truyền cảm hứng cho các bài thơ thuộc thể loại du tiên (遊仙詩) và khuê oán (閨怨詩), là một tác phẩm tiêu biểu của văn học lãng mạn Trung Quốc đồng thời nắm giữ một địa vị cao quý trong nền văn học nước này.

## Tên gọi
Về ý nghĩa của cái tên "Ly tao" có nhiều cách giải thích khác nhau. Nhà nghiên cứu Nguyễn Hiến Lê trong cuốn Cổ Văn Trung Quốc đã giải thích ý nghĩa của "Ly tao" là "buồn ly biệt".  Chữ "ly" (離) có nghĩa thường gặp là "chia lìa" nhưng cũng có nghĩa khác đó là "gặp" hay "mắc vào". Chữ "tao" (騷) có nghĩa "buồn rầu", "lo lắng". Cách giải thích chữ "ly" với nghĩa là "chia lìa" được Tư Mã Thiên (trong Sử ký, Khuất Nguyên Giả Sinh liệt truyện), Vương Dật (trong Sở từ chương cú) sử dụng. Tuy nhiên trong lời tựa cho "Ly tao" của mình, Ban Cố đã chú giải ý nghĩa của cái tên này là "gặp nỗi buồn".

## Bối cảnh sáng tác

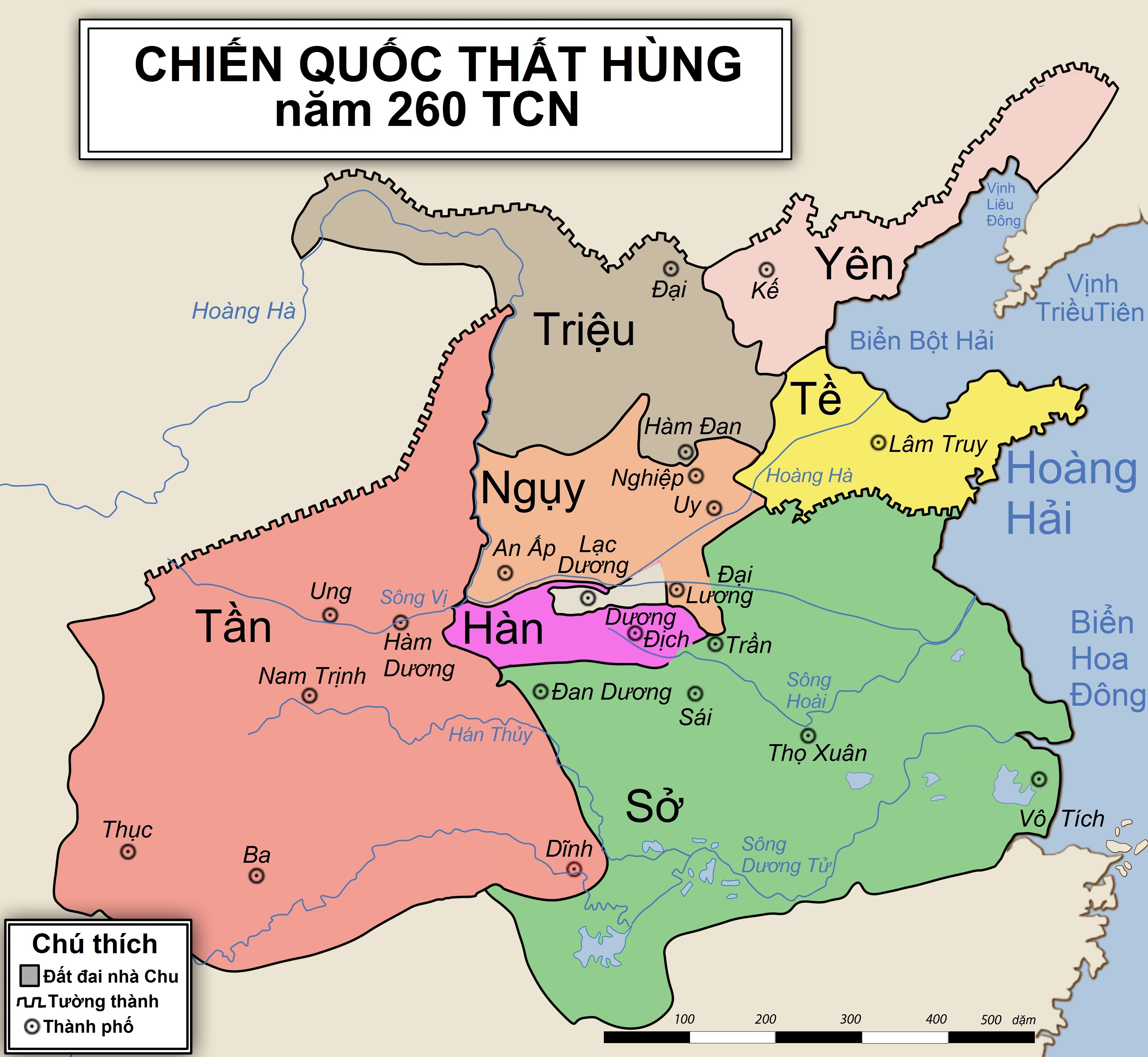
Bản đồ Chiến Quốc năm 260 TCN, trước khi nước Tần chiếm được Dĩnh Đô nước Sở.

Tác giả của "Ly tao" là Khuất Nguyên, một quý tộc cũng như thành viên của vương tộc nước Sở. Được xem là một người uyên bác, Khuất Nguyên được Sở Hoài Vương trọng dụng, giữ các chức vụ quan trọng như Tả Đồ và Tam lư đại phu. Ông là một con người trung quân ái quốc cũng như quá đỗi nhiệt huyết. Những chủ trương cải cách chính trị của ông đã biến ông trở thành kẻ thù của nhiều quan lại trong triều. Các đối thủ chính trị của Khuất Nguyên cáo buộc ông chiếm đoạt công lao của người khác, khiến Sở Hoài Vương dần xa lánh ông và phái ông đi sứ nước Tề.
Về mặt chính trị, Khuất Nguyên chủ trương các nước chư hầu Hợp tung chống lại nước Tần, phản đối nước Sở kết giao với nước Tần. Quan điểm này khiến Khuất Nguyên bị lưu đày xuống miền Nam nước Sở, dù vậy ông vẫn cố gắng đưa ra những lời khuyên can cho nhà vua. Đến khi được tin Sở Hoài Vương bị vua Tần lừa bắt và hãm hại, còn Dĩnh Đô thì thất thủ trước quân Tần, Khuất Nguyên đã bị đả kích mạnh và cuối cùng quyết định nhảy xuống dòng Mịch La tự vẫn. Kể từ đó đến nay, cứ đến ngày Tết Đoan ngọ ngày 5 tháng 5 Âm lịch hàng năm, nhân dân lại bơi thuyền rồng, ăn bánh gói lá rồi ném xuống sông, tưởng niệm cái chết của ông.
Học giả Lục Khản Như (1903–1978) cho rằng "Ly tao" được Khuất Nguyên viết khi ông 29 tuổi, trước khi hoàn thành Cửu chương. Vào thời điểm đó, ông đã bắt đầu dần mất ý niệm với nền chính trị ngày một suy đồi của nước nhà. Tuy một số học giả như Liêu Bình, Hồ Thích và Hà Thiên Hành đặt nghi vấn về vấn đề tác giả của "Ly tao", nhưng đa số giới học thuật tin rằng Khuất Nguyên chính là tác giả của tác phẩm này.

## Nội dung

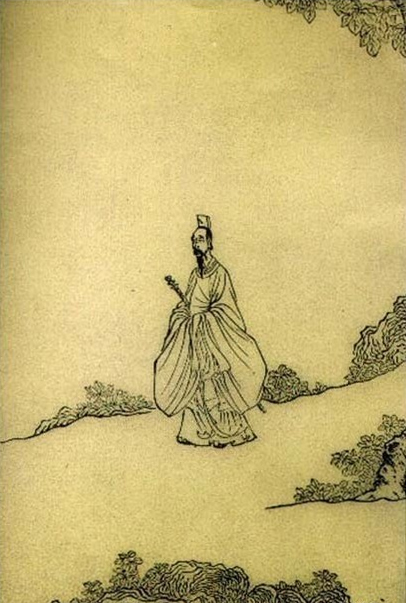
Họa phẩm Khuất tử hành ngâm đồ (屈子行吟图) của Trần Hồng Thụ miêu tả cảnh Khuất Nguyên vừa đi vừa ngâm thơ.

Tiêu đề bài thơ "Ly Tao" mang ý nghĩa chỉ sự đau khổ, phiền muộn, hay sự phẫn uất do gặp phải những bất hạnh. Toàn văn tác phẩm có tổng cộng 2.477 chữ, được chia thành 373 câu, được coi như bản tự thuật của Khuất Nguyên. Takeji Sadao chia "Ly tao" ra thành năm phần, phần thứ nhất là phần tự giới thiệu, kể về khoảng thời gian mà ông làm quan đại thần nước Sở, rồi bị kẻ gian nói xấu và cuối cùng vì thế mà thoái ẩn. Trong những câu thơ đầu tiên, Khuất Nguyên đã tự thuật về nguồn gốc của bản thân, chỉ ra rằng ông là hậu duệ của Cao Dương (tức Chuyên Húc), kể về gia phả của mình, tên của tổ tiên và cha, cùng với ngày tháng năm sinh. Ông tự hào về tài năng và đức hạnh của mình, dùng loài hoa để so sánh những phẩm đức của bản thân.
Khuất Nguyên bày tỏ khát vọng giúp vua Sở trị quốc. Ông cũng rất dè chừng và căm hận những viên quan tham lam và nịnh bợ. Khuất Nguyên lựa chọn vì lý tưởng mà chiến đấu, noi theo gương của Bành Hàm. Bành Hàm có lẽ là một hiền sĩ sống vào đời Nhà Ân, được cho là tổ tiên của nghề đồng cốt, hoặc một chân nhân Đạo giáo. Gian thần vì ganh tài ông mà tìm cách hãm hại, vu oan cho ông là một người tự cao, luôn tự cho mình là người siêu phàm. Kể từ khi kẻ gian gièm pha, Khuất Nguyên dù biết rằng mình dù có cố gắng thế nào đi chăng nữa vẫn không thể tránh khỏi thất bại nhưng ông vẫn cố gắng để lấy lại lòng tin từ nhà vua, nhưng cuối cùng vẫn bị nhà vua xa lánh.
Phần thứ hai của bài thơ kể về ý chí của nhà thơ khi quyết định du ngoạn khắp nơi, nhưng bị Nữ Tu ngăn cản và khuyên răn, nên ông đành gặp vua Trùng Hoa (Vua Thuấn) để bày tỏ nỗi lòng. Nữ Tu (女媭), có thể là tên của chị gái hoặc một người nữ hầu của Khuất Nguyên, khuyên ông đừng quá cố chấp và hãy linh hoạt hơn, nhưng ông vẫn ngoan cố kiên quyết giữ vững các tiêu chuẩn đạo đức của mình. Khuất Nguyên vượt dòng Nguyên Giang, Tương Giang, hướng tới núi Cửu Nghi để yết kiến Vua Trùng Hoa. Ông bàn về sự thịnh suy của các vị vua như Hạ Kiệt, Thương Trụ, Hạ Vũ, Thương Thang, lại bàn về thành bại của hiền chủ - hôn quân từ cổ chí kim, thời nào có minh quân và hiền thần thì nước nước nhà thịnh trị, thời nào gặp bạo quân và nịnh thần thì nước rơi vào loạn . Ông nêu rõ thái độ của mình đối với triều đình nước Sở và rằng ông thà chết chứ không hối hận.

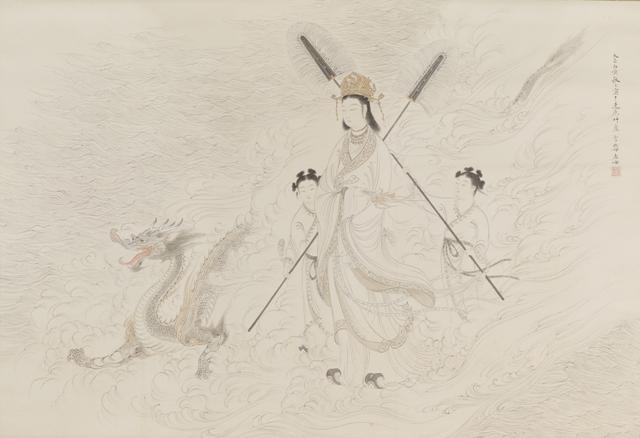
Tranh vẽ một phân đoạn trong "Ly tao" của Kikkawa Reika (1875–1929). Nhân vật trong tranh có thể là Phục Phi thần nữ, hoặc thủy thần sông Tương.

Phần thứ ba tác giả kể về việc ông du ngoạn tứ phương, trên trời dưới đất để tìm kiếm mỹ nữ nhưng rốt cuộc không tìm được người ưng ý. Ông lên thiên giới dạo chơi, "Lộ man man kỳ tu viễn hề, ngộ tương thượng hạ nhi cầu sách; Ẩm dư mã hư hàm trì hề, tổng dư bí hồ phù tang", có thần linh đi theo làm tùy tùng, điều khiển xe rồng phượng, có phong lôi vì ông mà bôn ba, lại có tiên cầm vì ông mà mở đường. Những đám mây lấp lánh vây xung quanh người Khuất Nguyên rồi bay về phía trời xanh. Ông đến cửa Thiên Cung nhưng không thể tiến vào, rồi mới phải xuống hạ giới tìm kiếm mỹ nữ, định cầu Phục Phi thần nữ nhưng giữa đường gặp gian truân mà dừng bước, bèn cầu Giản Địch và hai hiền nữ họ Diêu tộc Hữu Ngu nhưng đều bị cả hai cự tuyệt.
Phần thứ tư của tác phẩm nói về tâm trạng mất lòng mất dạ của Khuất Nguyên, đã tìm đến Linh Phân và Vu Hàm để thỉnh giáo là nên đi hay ở lại. Cả hai người đều khuyên ông phải đi thật xa mới tìm thấy mỹ nữ đời mình, họ khuyên ông nên rời khỏi nước Sở, nên là một con người khéo léo, chớ nên quá kiên trì với lý tưởng. Khuất Nguyên do dự không thể quyết định, ông đấu tranh nội tâm mãnh liệt, phải vật lộn với ý nghĩ ra đi hay ở lại, biểu đạt cảm xúc lúc bấy giờ của ông đối với nước Sở.
Phần thứ năm nói về việc nhà thơ lại một lần nữa lên đường chu du, cùng cực tứ phương, nhưng không kìm nén nỗi lòng nhớ cố hương, cho nên đã quyết định kết thúc chuyến hành trình. Phân đoạn ông miêu tả cảnh mình lên trời, chu du phương xa, khí phách hùng vĩ, chính là điểm cao trào của tác phẩm. Ông điều khiển xe Phi Long, dùng thần câu kéo xe, mang theo thức ăn ngon, vừa múa vừa hát. Dùng xe Long Phượng bằng ngọc, Khuất Nguyên đi đến Côn Lôn, Huyền Phố, Lưu Sa, Bất Chu Sơn rồi bay lên trời cao, hy vọng sẽ có thể cao chạy xa bay, tìm được một vùng đất mới, một người bạn đồng hành phù hợp, nhưng rốt cuộc cũng bất thành. Khuất Nguyên không muốn phải rời xa quê hương, nội tâm mâu thuẫn, nên cuối cùng đã quyết định ở lại nước Sở, kết thúc những mưu cầu của mình một cách đột ngột. Ông nói: "Ta bay lên trời cao hiển hách hề, chợt trông thấy cố hương", rồi quyết định ở lại thế giới thực tại và "đi theo Bành Hàm". Năm câu cuối của bài thơ được gọi "Loạn" (亂), thể hiện tình cảm thiết tha của Khuất Nguyên dành cho tổ quốc và chỉ trích những kẻ trong nước đã hành xử bất công với mình.

## Chủ đề
Tư Mã Thiên, Sử ký
Ly tao là một tự truyện cũng như một bài thơ trữ tình, nhấn mạnh sự đấu tranh của Khuất Nguyên trong hoàn cảnh khó khăn, bày tỏ niềm đam mê, biểu lộ tâm tư của nhà thơ cũng như việc ông đã khóc trong buồn khổ và mâu thuẫn. Tác phẩm miêu tả cuộc đời của nhà thơ từ khi sinh ra đến khi gặp phải thất bại trong sự nghiệp chính trị. Chủ đề chính của "Ly tao" chính là sự gắn bó với cái thiện, tác giả dù chết nhưng vẫn quyết giữ vững đức hạnh của bản thân. Khuất Nguyên không chịu nghe theo sự sắp đặt của vận mệnh. Khi biện luận cùng Nữ Tu, Linh Phân và Vu Hàm, ông vẫn cương trực quyết không thông đồng với bọn gian thần để làm bậy. Đối với ông mà nói, trời xanh đại diện cho sự chính trực, người tốt nhất định sẽ được ban thưởng xứng đáng, nên ông cương quyết giữ lòng mình thuần khiết và đấu tranh với cái mà ông gọi là tà ác tới cùng.
"Ly tao" biểu đạt khát vọng chính trị của nhà thơ, việc ông cầu hôn nữ thần là một phép ẩn dụ ví von người hiền cầu vua hiền. Khuất Nguyên lấy nước Sở làm trách nhiệm mà mình phải gánh vác, cảm thấy được định mệnh phó thác để dẫn đường nhà vua. Bi ai đến với nhà thơ khi dành hết tất cả để phụng sự nước nhà nhưng nhà vua lại cự tuyệt lòng trung thành lẫn chính trực của ông. Khuất Nguyên kết thúc khi "...quyền cục cố bất nhi hàng...", hình thành một cái tư thế đứng im vĩnh hằng, tượng trưng cho việc nhà thơ không cách nào giải quyết sinh mệnh khốn khổ. Khuất Nguyên lặp lại nhiều lần lời khẳng định rằng ông không sợ cái chết, điều này cho thấy rằng ông chết cũng không hối hận với những gì mình đã làm. Ông nguyện vì sự thuần khiết của nhân tính mà đối đầu với sự bất nghĩa, dù điều này có nghĩa rằng ông phải trả bằng mạng sống của mình. Câu thơ "...tuy cửu tử kỳ do vị hối..." cho thấy một thái độ tương tự của một người tuẫn tiết vì tôn giáo.
Ly tao chứa đầy những lời đánh giá bản thân cô đơn, đem mình so sánh cùng các phẩm chất tự nhiên và thuần khiết, thể hiện khuynh hướng tự yêu bản thân. Những dòng đầu tiên của tự truyện mang ý nghĩa sâu sắc về định nghĩa bản thân, cho thấy mong muốn khẳng định mình về mặt tâm lý của nhà thơ mạnh mẽ đến thế nào.  Ông giống như một vị anh hùng cô đơn, thiết tha ao ước được lưu danh muôn thuở, viễn du thiên quốc tiên hương. Khuất Nguyên hiểu rằng ông sinh ra không gặp thời, thế gian hỗn độn, điên đảo thị phi: cái xấu, cái ác được được tán dương, còn cái thiện cái tốt lại bị miệt thị; sự ghen ghét, xu nịnh đang dần giành lấy quyền lực, còn người tài thì bị vua chúa tin vào những lời sàm ngôn của gian thần mà hắt hủi, chỉ biết thở dài vì chẳng ai hiểu được tài năng của họ, cô đơn hiu quạnh trong một "...quốc vô nhân mạc ngã tri hề...". Khuất Nguyên không thể thực hiện nguyện vọng của bản thân trong thế giới thực tại nên đã tìm đến thiên giới để theo đuổi lý tưởng của mình nhưng thiên môn đã không mở cửa chào đón ông. Khuất Nguyên ở trên thiên giới tìm kiếm vua hiền và mỹ nữ, chung quy cũng chỉ phí công vô ích. Rốt cuộc ông đã ngộ ra rằng hoa tươi, cỏ thơm cùng đạo đức khí tiết chẳng còn được người đời lưu luyến. Sau khi kết thúc một cuộc đời làm quan chẳng như mình mong muốn, Khuất Nguyên trở nên lo lắng, cố gắng hết sức để cầu một chốn an thân trên thế giới này, chợt nhận ra cuộc sống ngắn ngủi chỉ như gửi trên đời – than thở rằng thời gian trôi nhanh mà chẳng đợi mình: "Nhật nguyệt hốt kỳ bất yêm hề, xuân dữ thu kỳ đại tư. Duy thảo mộc chi linh lạc hề, khủng mỹ nhân chi trì mộ."
Theo học giả Nhật Bản Kominami Ichiro, sự tiếp xúc với thiên giới trong "Ly tao" có thể xem như là một kinh nghiệm bí ẩn về tôn giáo, chấp nhận suy nghĩ và sự tập trung để bước vào trạng thái xuất hồn, sau đó mới phân ly nhân cách và thần hồn bay lượn thăng thiên. "Ly tao" thể hiện sự bất lực của nhà thơ khi ông không có cách nào để vơi đi nỗi nhớ quê hương. Khuất Nguyên hai lần tưởng tượng rằng mình ngao du thiên giới, ám chỉ rằng ông có ý đồ rời xa nội tâm, cố gắng tìm kiếm một lý tưởng khác để thoát khỏi tình cảnh khó khăn hiện tại, nhưng lần thứ nhất cầu thân với phụ nữ không thành mà phải quay trở lại, lần thứ hai thì dừng lại giữa không trung. Những điều này ám chỉ là cho dù Khuất Nguyên có phải trải qua nhiêu cuộc đấu tranh trong đau đớn, thì những đau khổ đó cũng không thể lay chuyển lòng yêu quê hương đất nước của nhà thơ. Trong cả cuộc đời Khuất Nguyên, chỉ có nước Sở mới là thứ duy nhất ông để trong lòng.

## Phong cách
"Ly Tao" mang phong cách lãng mạn, giàu trí tưởng tượng, cảm xúc mãnh liệt, và tình cảm bi tráng. Ngôn từ của bài thơ hoa mỹ, giọng điệu cao vút, hình ảnh hùng tráng, đầy sức sống. Tác phẩm kết hợp cách biểu đạt của thơ tự sự, với thần thoại lộng lẫy, những hình ảnh tráng lệ.  Khuất Nguyên sử dụng nhiều biện pháp tu từ độc đáo, đậm chất hí kịch. "Ly Tao" sử dụng ba hệ thống hình ảnh chính: các loài cỏ hoa, các chuyến du hành trên thiên giới, và các vị đế vương hiền triết đời xa xưa, tạo nên một phong cách hùng tráng, kỳ diệu, đậm chất Vu thuật thần bí. Trần Bỉnh Lương cho rằng "Ly tao" thuộc thể loại thơ bi kịch, trong đó sự không thỏa hiệp của nhà thơ đã dẫn đến bi kịch của ông. Khuất Nguyên kiên trì giữ vững đạo đức, sẵn sàng chấp nhận mọi hậu quả. Bài thơ đề cập đến những xung đột và đảo ngược định mệnh không thể tránh khỏi. Để giảm áp lực tinh thần cho độc giả, nhà thơ sử dụng nhiều thủ pháp khác nhau, như hình tượng hoa và mỹ nhân, các câu chuyện lịch sử, phép chiêm tinh và những chuyến du ngoạn lên trời, tạo ra một khoảng cách nghệ thuật giúp người đọc tạm thoát khỏi thực tế bi thương.
Trong "Ly tao", Khuất Nguyên đã sử dụng các phép ẩn dụ, ngầm gửi ý vào lời văn, như nhà thơ Vương Dật (89–158) thời Đông Hán từng nói: "Dùng chim lành, cỏ thơm để tượng trưng cho lòng trung trinh; dùng chim ác, vật hôi để so sánh với kẻ gièm pha". Toàn bộ tác phẩm chứa đầy hương thơm của hoa cỏ, với những hình ảnh trong sáng, tươi đẹp, mang ý nghĩa linh thiêng của các nghi lễ Vu thuật. Khuất Nguyên sử dụng hình tượng hoa cỏ có linh tính như biểu tượng cho phẩm chất cao đẹp của mình. Ông đeo bên mình loại hương thảo Giang Ly và Tỵ Chỉ, nhằm xây dựng hình ảnh của một triều thần có đức hạnh và xuất thân cao quý. Ông dùng hoa cỏ, ngọc thạch, và bảo kiếm để tô điểm cho mình, nhằm biểu đạt sự tu dưỡng đạo đức, thanh lọc bản thân, và tượng trưng cho nhân cách trong sáng, khác biệt với sự hỗn tạp của xã hội đương thời. Ông lấy hoa sen và hoa phù dung làm y phục, thể hiện tâm nguyện giữ mình trong sạch; việc đội mũ và đeo kiếm thể hiện sự giáo dưỡng mà ông nhận được, chuẩn bị cho cuộc sống làm quan trong triều đình nước Sở, tô điểm hình tượng người quân tử. Hoa lan trong tác phẩm còn tượng trưng cho lòng trung thành, tài năng và đức hạnh của Khuất Nguyên.
Việc trồng và đeo hoa thơm cỏ ngát tượng trưng cho phong cách cao thượng, trong khi sự xâm hại của các loại hoa cỏ xấu khiến hoa lan, hoa huệ bị phá hủy ẩn dụ cho việc Sở Hoài Vương nghe lời sàm tấu của gian thần. "Ly Tao" còn sử dụng hình ảnh "loài chim dữ" cô độc như một phép ẩn dụ cho tính cách và tình cảnh của Khuất Nguyên, trong khi tiểu nhân được ngụ ý qua hình ảnh của loài chim sẻ. Mối quan hệ giữa vua và bề tôi được ví như mối quan hệ giữa nhà vua và vợ lẽ, với câu: "Chúng nữ tật dư chi nga mi hề, dao trác vị dư dĩ thiện dâm". Ông dùng giọng điệu của nữ nhân để thể hiện sự oán than. Việc cầu hôn tượng trưng cho nỗ lực không ngừng của ông trong việc tìm kiếm người đồng chí, nhưng cuối cùng thất bại vì lòng đố kỵ của thế gian.
Về mặt cú pháp, "Ly Tao" sử dụng cấu trúc mỗi đoạn gồm bốn câu, với vần được gieo ở cuối các câu chẵn. Toàn bài thơ có hơn 70 lần đổi vần. Về mặt ngôn ngữ, lời văn của "Ly tao" được đánh giá là sống động, có sức truyền cảm mạnh mẽ, sử dụng nhiều từ kép, từ lặp vần và từ láy, ví dụ như "linh lạc" (零落, thưa thớt), "thuần túy" (純粹), "cảnh giới" (耿介), "nhiễm nhiễm" (冉冉, từ từ), giúp tạo nên âm điệu đặc biệt uyển chuyển và bi thương. Về mặt kết cấu, toàn bộ "Ly tao" được viết liền một mạch, không được chia ra thành các phân đoạn, khiến cho các nhà phê bình và độc giả sau này khó phân chia thành các chương đoạn rõ ràng. Nhược điểm của kiểu thơ một mạch này là cảm giác thiếu sự phân tầng rõ ràng, không có cách xử lý tầng lớp ý nghĩa tuần tự, các từ ngữ và ý tưởng được lặp lại, và cấu trúc tổng thể không đủ chặt chẽ.

## Ảnh hưởng

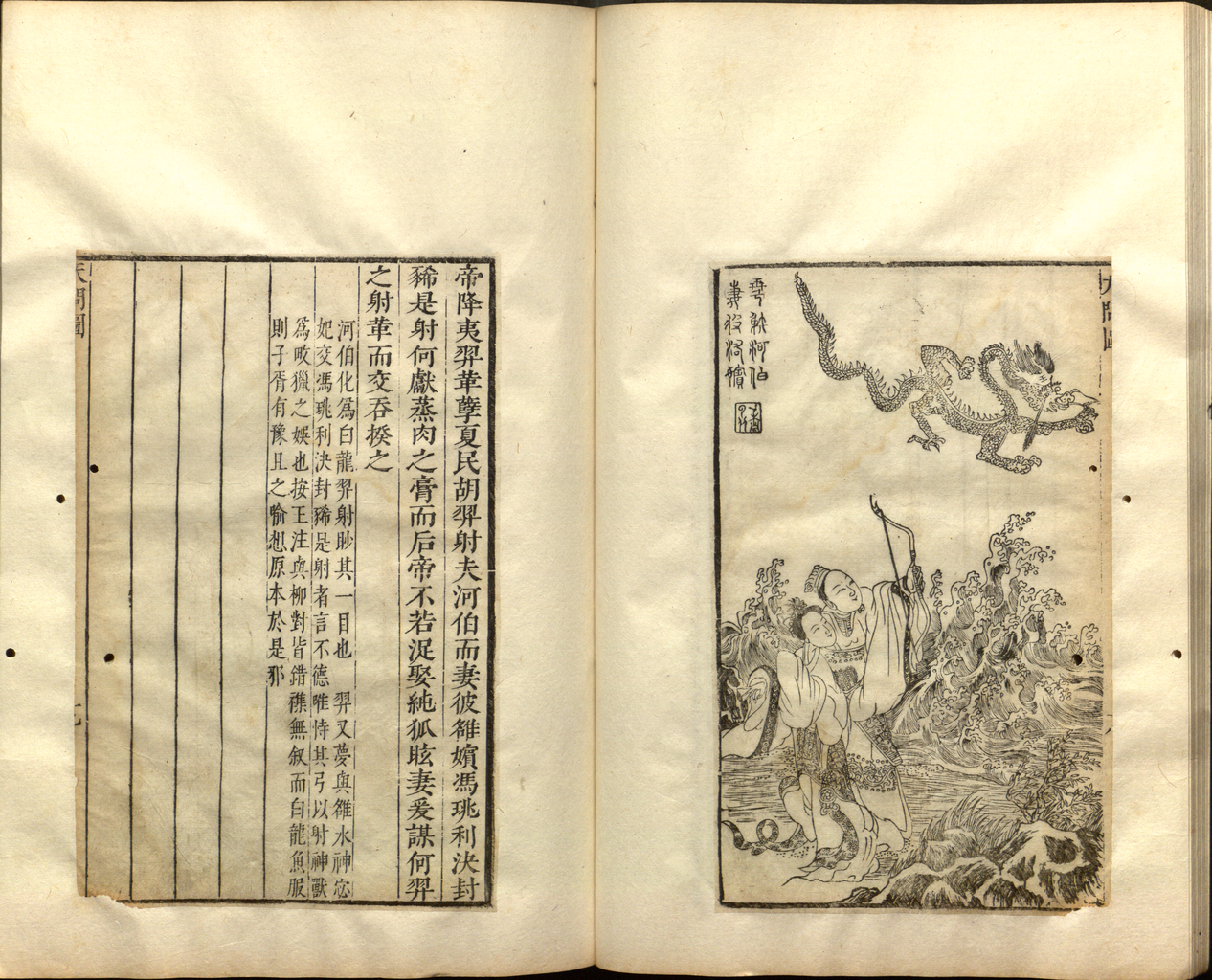
Tiêu Vân Từ, "Tiêu thước mộc Ly Tao đồ", thời Minh mạt Thanh sơ

Ly tao có ảnh hưởng sâu sắc đến sự phát triển của nghệ thuật từ phú. Chủ đề cùng phong cách của nó được các tác phẩm khác của Sở từ mô phỏng và được các văn nhân thời Nhà Hán phát triển thành thể loại từ phú "sĩ bất ngộ" truyền thống. "Ly tao" sử dụng các đoạn đối thoại, bao gồm bốn đoạn hội thoại của Nữ Tu, Trọng Hoa, Linh Phân, Vu Hàm, sau đó được diễn hóa thành câu hỏi và câu trả lời trong các bài thơ thuộc thể loại Hán phú (漢賦) như Tử hư phú (子虛賦) hay Thượng lâm phú (上林賦). "Ly tao" sử dụng nhiều từ kép, từ lặp vần,... được các thế hệ nhà thơ sau này như Tư Mã Tương Như, Lục Cơ và các nhà thơ khác học tập. "Ly tao" miêu tả việc Khuất Nguyên bị quân vương xa lánh, dù biết rõ rằng mình thất bại nhưng vẫn quyết chiến đấu cùng bọn quan lại tham lam mục nát tới cùng. Chính điều này có thể đã cộng hưởng với các thế hệ văn nhân sau này, tạo nên một sức cuốn hút mãnh liệt. Các học giả đời Hán như Giả Nghị, Lưu An, Tư Mã Thiên đều bày tỏ lòng cảm động sâu sắc đối với tác phẩm. Lưu An vì "Ly tao" mà viết chú thích, Dương Hùng ban đêm đọc "Ly tao" mà nước mắt chảy ròng ròng, Liễu Tông Nguyên khi bị giáng chức đã viết nên bài phú Điếu Khuất Nguyên văn, tái hiện lại chủ đề của Ly tao. Chủ đề du ngoạn thiên giới của nó mở ra thể loại văn học du tiên của hậu thế. "Ly tao" được xem là thủy tổ của thể thơ du tiên xưa nay chưa từng có, ngay cả những tác phẩm mô phỏng sau này cũng có chỗ không thể bì kịp. Khuất Nguyên ví von việc người vợ bị chồng ruồng bỏ với ngươi bề tôi bị vua đày ải, sử dụng ngữ khí của phụ nữ bị thất sủng để oán trách việc bị Sở vương xa cách, đem quan hệ quân thần so sánh quan hệ nam nữ, mở ra thể loại Khuê oán thi ẩn dụ chính trị của hậu thế. Trong Ly tao, Khuất Nguyên ăn hoa cúc, trong văn học đời sau, hoa cúc đã trở thành một biểu tượng của sự độc lập và của phẩm hạnh cao khiết xa cách thế tục.

## Di sản
"Ly tao" là tác phẩm tiêu biểu cho phong cách lãng mạn Sở từ và Khuất Nguyên. Nó được đánh giá là tác phẩm nổi tiếng và xuất sắc nhất trong hợp tuyển Sở từ, có vị trí đặc biệt trong lịch sử văn học Trung Quốc. Trước Khuất Nguyên, Trung Quốc chưa có nhà thơ nổi bật, và "Ly tao" được coi là "tuyên ngôn cho sự ra đời của cái tôi trữ tình trong thơ ca Trung Quốc". Vương Dật đời Đông Hán cho rằng, "Ly tao dựa vào Ngũ kinh để lập nghĩa", tiếp nối truyền thống khuyên răn vua chúa của Kinh Thi.
Các văn nhân đời sau khi gặp khó khăn, thường đọc "Ly tao" để gửi gắm tâm sự. Qua các thời đại, "Ly tao" được chú giải bởi nhiều nhà nghiên cứu, tiêu biểu có Ngô Nhân Kiệt đời Nam Tống với "Ly tao thảo mộc sơ". Tại Trung Quốc thời hiện đại, "Ly tao" đôi khi được dùng để tưởng niệm các nhà cách mạng hy sinh vì nước. Văn Nhất Đa (1899–1946) ca ngợi các tác phẩm của Khuất Nguyên như "Ly tao" và "Cửu ca" là những sáng tạo của loại hình nghệ thuật nhân dân, có thành tựu chính trị lớn hơn cả thành tựu nghệ thuật.
Sau khi Cộng hòa Nhân dân Trung Hoa được thành lập vào năm 1949, Khuất Nguyên trở thành biểu tượng văn hóa và chính trị. Theo Quách Mạt Nhược, "Ly tao" không chỉ là một tác phẩm thuộc chủ nghĩa lãng mạn còn đại diện cho chủ nghĩa hiện thực. Chu Dương tuyên bố "Ly tao" của Khuất Nguyên biểu lộ "tình yêu sâu sắc với tổ quốc và nhân dân, tinh thần căm ghét cái ác và những ảo tưởng hùng vĩ tráng lệ, trở thành kiệt tác chiếu sáng thiên cổ". Mã Mậu Nguyên gọi "Ly Tao" là "ngọn hải đăng rực rỡ, rọi sáng con đường phát triển của thơ ca Trung Quốc từ 2.000 năm nay". Học giả Từ Chí Khiếu cho rằng "Ly tao" có thể sánh ngang với Thần khúc của Dante Alighieri, cho rằng cả hai tác phẩm đều có cấu tứ độc đáo, giàu trí tưởng tượng và sử dụng khéo léo các phương pháp ẩn dụ và biểu tượng.
"Ly tao" không chỉ có vị trí quan trọng ở Trung Quốc mà còn được biết đến ở nhiều quốc gia khác. Theo Chiêu Minh văn tuyển (昭明文选), "Ly tao" được được truyền bá vào Nhật Bản dưới thời kỳ Nara. Tác phẩm cũng được truyền bá vào Triều Tiên, Việt Nam từ rất sớm. Tại Châu Âu, kể từ khi bản dịch đầu tiên sang tiếng Đức Das Li-Sao und die Neun Gesänge: zwei chinesische Dichtungen aus dem dritten Jahrhundert vor der christlichen Zeitrechnung ("Ly tao và Cửu ca: Hai tác phẩm thi ca Trung Quốc từ thế kỷ thứ III trước Công nguyên") của August Pfizmaier được xuất bản bởi Học viện Khoa học Hoàng gia Viên vào năm 1852, các bản dịch sang tiếng Pháp, Anh, Ý, Nga, Hung lần lượt tiếp nối, nhiều ngôn ngữ thậm chí còn được dịch ra thành nhiều bản.